# Pursat (província)
Pursat é uma província localizada no oeste do Camboja. Sua capital é a cidade de Pursat. Possui uma área de 12.692 km², a quarta maior província do país. Em 2008, sua população era de 397.107 habitantes. Pursat está localizada a 174 km de Phnom Penh e 106 km de Battambang.
A província está subdividida em 6 distritos:
- 1501 Bakan
- 1502 Kandieng
- 1503 Krakor
- 1504 Phnum Kravanh
- 1505 Sampov Meas
- 1506 Veal Veaeng